# 島村雄大
島村雄大（日语：／ Shimamura Yuudai，2000年2月10日—），是日本男演員、模特兒，出生於靜岡縣，經紀公司STARAY PRODUCTION旗下藝人。身高185公分。

## 外部連結
- 島村雄大的Instagram帳戶